# Bulbophyllum emarginatum
Bulbophyllum emarginatum é uma espécie de orquídea (família Orchidaceae) pertencente ao gênero Bulbophyllum. Foi descrita por Achille Eugène Finet e Johannes Jacobus Smith em 1912.